# Анонимни алкохолици
„Анонимни алкохолици“ е общност, където хората споделят помежду си своя опит, сила и надежда, за да разрешат общия си проблем и да помогнат на други да се възстановят от алкохолизма.
Алкохолизмът е голям, но не неразрешим проблем на съвременното общество. На основата на идеята за взаимопомощ между алкохолнозависимите 2 алкохолици създават в САЩ организацията „Анонимни алкохолици“ (АА) през 1935 г. Нейната цел е повече алкохолици да се научат да живеят без алкохол.
Единственото изискване за членство е желанието да се спре пиенето. Няма такси или вноски за членуване в АА – те се издържат сами чрез собствените си волни дарения.
АА не е свързано с каквато и да е секта, религия, политика, организация или институция; не желае да се включва в обществени спорове; не подкрепя и не се противопоставя на каквито и да е каузи. Главната цел е да останат трезви и да помогнат на други алкохолици да достигнат до „трезвост“.
Общият брой на членовете на „Анонимни алкохолици“ се изчислява скромно на над 2 милиона души, обединени в 96 хиляди групи в 141 страни, в това число и в България.